# Na vlastní nebezpečí (film)
Na vlastní nebezpečí je český film režiséra Filipa Renče, natočený podle scénáře Josefa Urbana v produkci společností INfilm, Infinity a MediaPro Picture.

## Děj
Hlavní hrdina filmu Saša získá nové informace o svém otci, který před lety za nevyjasněných okolností zahynul při sjezdu divoké balkánské řeky. Saša s pomocí zkušeného vodáckého průvodce Ronyho zorganizuje raftingovou výpravu. Ostatní členové skupiny - zatrpklý učitel Kužnik, atraktivní dívka Míša a její přítel, sobecký, sebestředný Dominik však nemají o pravém cíli cesty tušení. Drsná příroda a nebezpečná řeka připraví skupině vodáků řadu zkoušek. V průběhu cesty si budou muset sáhnout až na dno fyzických a psychických sil. Skutečné nebezpečí je však teprve čeká. Po střetu se samozvanými místními strážci zákona začne jít skutečně o život. V těchto chvílích si každý z posádky musí ujasnit, jak vnímá pojmy jako odvaha, hrdinství, přátelství a schopnost podívat se pravdě do očí.

## Tvůrci
- Scénář: Josef Urban
- Hudba: Walter Kraft
- Kamera: Petr Hojda
- Režie: Filip Renč
- Další údaje: barevný, 92 min, thriller

## Obsazení
| Jiří Langmajer        | Saša             |
| Filip Blažek          | Rony             |
| Miroslav Krobot       | profesor Kužník  |
| Lucia Siposová        | Míša             |
| Václav Jiráček        | Dominik          |
| Raluca Aprodu         | Anica            |
| Corneliu Jipa         | Božko            |
| Lamia Beligan         | Ida              |
| Konstantin Barbulescu | poručík Dragan   |
| Nicodim Ungureanu     | policista Razvan |
| Luboš Veselý          | otec Saši        |
| Lucie Trmíková        | matka Saši       |

## Zajímavosti
Snímek představuje v současné české kinematografii mimořádný pokus o žánr dobrodružného filmu. Štáb pracoval v náročných podmínkách divoké přírody v Bosně a Rumunsku a natáčení kladlo vysoké psychické i fyzické nároky na všechny tvůrce a herce. Řadu náročných akčních scén realizovali herci sami bez dublérů.